# Oued El Abtal
Oued El Abtal (en arabe : وادي الأبطال) est une commune de la wilaya de Mascara en Algérie.

## Géographie
Oued El Abtal est située à 54 km du chef-lieu de wilaya, Mascara. Elle s'étend sur une superficie de 110 km2.[réf. nécessaire]
La commune est limitée au nord par Sidi M'Hamed Benaouda et Oued El Djemaa (wilaya de Relizane), au sud, par la commune de Hachem et Mhamid et la commune de Takhemaret (wilaya de Tiaret), à l'est par Aïn Farah et Djillali Ben Amar (wilaya de Tiaret) et à l'ouest par Sidi Abdeldjebar.

## Histoire
Auparavant, cette région fut appelée "Frontensis", une appellation qui remonte au quatrième siècle (484 après J.-C), c'est-à-dire à l’époque romaine faisant partie de la Maurétanie césarienne, cette appellation voulais dire "le siège de l'évêque" puis au fil du temps cette appellation fut prononcée par les autochtones par "Fortassa" qui restait jusqu'à l’époque ottomane (Turcs) et la colonisation française.

### De Fortassa à Uzès le Duc
La région restait toujours sous l’appellation de Fortassa plus de 53 ans après la colonisation française de l'Algérie . [Mal dit] Ce centre a été créé en 1884 et son nom est survenu sur décision du conseil municipal de la commune mixte de "Cacherou" en glorifiant le jeune "Duc d'Uzès" , un militaire français qui mourra au combat au Congo en 1893 lors de la colonisation française de ce territoire.

### D'Uzès le Duc à Oued El Abtal
Après l’indépendance de l'Algérie, en septembre 1965, elle prenait l'appellation "Oued El Abtal", un nom qui glorifie la bataille d'un combattant soufi dit : "Moulay Abdelkader Ibn Chérif El Derkaoui, natif de Ksenna qui s'est insurgé en désobéissance devant les soldats du bey de Mascara "Mostefa El Menzali" dans une bataille livrée à côté de l'oued appelé aujourd'hui "Oued Abd", le vendredi 4 juin 1804 correspondant au 6 Rabi 1 de l'année 1220 de l'hégire. Cette bataille qui s’est balancée du côté de l’insurgé Bencherif faisant un grand nombre de morts du côté de l'armée turque .
Pour cette raison, cette région fut appelée par Oued El Abtal c'est-à-dire "Oued" signifie le lieu de la bataille (Oued Abd) et Abtal en arabe signifiant "les héros", un terme qui glorifie le soufi Moulay Bencherif et ses adeptes en reconnaissance de sa victoire contre ses adversaires turcs .

## Sport
La ville accueille un club de football, l'IRB Oued El Abtal, fondé en 1949.